# Hadsel
Hadsel es un municipio en Nordland, Noruega. Es parte de la región de Vesterålen. El centro administrativo del municipio es el pueblo de Stokmarknes, y la otra aldea en la isla de Hadseløya es Melbu. Hadsel se estableció como municipio el 1 de enero de 1838 (ver formannskapsdistrikt). Sortland se separó de Hadsel en 1841.
Es el municipio más meridional de la región Vesterålen. Se extiende por cuatro islas: Hadseløya, Hinnøya, Langøya y Austvågøy. Alrededor del 70% de la población vive en la isla de Hadseløya. La isla de Hadseløya  está conectada con Langøya por el Puente Hadsel. Además, el Aeropuerto de Stokmarknes, se encuentra cerca. Es el aeropuerto con más tráfico de aviones pequeños en Noruega, sirviendo a 100.000 pasajeros al año (1997).
- Datos: Q484043
- Multimedia: Hadsel / Q484043